# River Volley 2008-2009
Questa voce raccoglie le informazioni riguardanti il River Volley nelle competizioni ufficiali della stagione 2008-2009.

## Organigramma societario
Area direttiva
- Presidente: Vincenzo Cerciello

Area tecnica
- Allenatore: Davide Baraldi
- Allenatore in seconda: Massimiliano Bacchi (fino al 26 ottobre 2008)
- Scout man: Davide Tagliaferri

Area sanitaria
- Medico: Pietro Zacconi
- Fisioterapista: Gianluca Grilli
- Preparatore atletico: Fiorenzo Zani

## Rosa
| N° | Nome               | Ruolo | Data di nascita  | Nazionalità sportiva |
| -- | ------------------ | ----- | ---------------- | -------------------- |
| 1  | Elena Koleva       | S/O   | 1º dicembre 1977 | Italia               |
| 2  | Eva Mazzocchi      | L     | 7 agosto 1992    | Italia               |
| 3  | Valentina Rania    | S     | 24 marzo 1985    | Italia               |
| 4  | Diletta Sestini    | C     | 5 maggio 1987    | Italia               |
| 5  | Chiara Dall'Ora    | C     | 11 gennaio 1983  | Italia               |
| 6  | Francesca Giogoli  | P     | 20 marzo 1983    | Italia               |
| 7  | Alessia Ghilardi   | L     | 5 maggio 1979    | Italia               |
| 8  | Valentina Borrelli | S     | 30 ottobre 1978  | Italia               |
| 9  | Laura Nicolini     | C     | 23 marzo 1979    | Italia               |
| 10 | Alice Martini      | S     | 6 maggio 1987    | Italia               |
| 11 | Valeria Cimoli     | P     | 8 gennaio 1986   | Italia               |
| 12 | Heike Beier        | S     | 9 dicembre 1983  | Germania             |
| 15 | Paola Croce        | L     | 6 marzo 1978     | Italia               |